# Kruppach (Mühlhausen)
Kruppach ist ein Gemeindeteil der Gemeinde Mühlhausen im Landkreis Neumarkt in der Oberpfalz.

## Lage
Das Dorf Kruppach liegt nordwestlich von Sulzbürg auf ca. 435 m ü. NHN.

## Geschichte
1279 ist als Urkundenzeuge beim Verkauf eines Gutes durch Ulrich von Sulzbürg an das Frauenkloster Seligenporten ein „Chunrad von Cruchpach“ genannt. Im ältesten Lehnbuch des Hochstifts Eichstätt ist in einer Urkunde von 1280/90 ein Konrad [I.] Hofner genannt, der den Zehent von einer Hube in „Kruckpach“ verliehen bekam. Eine weitere Urkunde, wohl von 1285/90, nennt „Chrugpach“; den Zehent vergab der Bischof an die Herren von Salach. 1318 trat als Urkundenzeuge ein Marquardus Schutze de „Chruppach“ auf. Ein Konrad „Chruppeck“ (Kruppacher) erhielt um 1330/45 den Zehnten von Niederbuchfeld. 1370/75 erhielt den Zehent in Kruppach Johannes Hofner.
Im 14. Jahrhundert hatte die Deutschordenskommende Nürnberg Besitz in Kruppach. Das Reichsdienstmannengeschlecht der Wolfstein-Sulzbürger, die ihr Territorium stets abzurunden versuchten, tauschten 1351 das Gut des Deutschen Ordens in Kruppach gegen ihren Hof zu Möning und andere Güter ein. Auch untereinander kauften und verkauften die Wolfsteiner Höfe; so kaufte Albrecht von Wolfstein einen Hof und zwei Güter zu Kruppach mit allen Rechten und Gerechtigkeiten 1467 von Christoph von Wolfstein. 1463 tauschte Albrecht von Wolfstein den Groß- und Kleinzehent zu Kruppach vom Kloster Plankstetten ein. 1496 konnten die Wolfsteiner nochmals Güter in Kruppach erwerben, und zwar „etliche Güter“ des Bredenwinders. Kruppach gehörte zu den Zugehörungen der wolfsteinschen Burg Obersulzbürg, ein Untertan in Kruppach zur Burg Niedersulzbürg.
Auf dem Augsburger Reichstag 1530 waren die Wolfsteiner unter dem protestantischen Adeligen anwesend, hatten also die Reformation angenommen. Jedoch dauerte es bis circa 1540/50, bis sie die Reformation in ihrem Territorium umgesetzt hatten. Die seit 1631 einsetzende Gegenreformation unter dem bayerischen Kurfürsten Maximilian musste vor der Landeshoheit der Wolfsteiner Halt machen, das protestantisch gewordene Kruppach blieb also protestantisch.
Um 1732 gehörten zum wolfsteinschen Amt Sulzbürg ganz „Kerckhoffen“, bestehend aus 22 „Mannschaften“ (= Höfe) und dem Hirtenhaus. 1740 starb mit dem letzten Reichsgrafen von Wolfstein, Christian Albrecht, das Geschlecht aus; der Besitz kam als erledigtes Reichslehen (1769 auch der Allodialbesitz) an das herzogliche Bayern, das zur Verwaltung dieser Güter, auch der Güter des Dorfes Kruppach, die Kabinettsherrschaften Sulzbürg-Pyrbaum errichtete, wobei Kruppach mit seinen nunmehr 26 Höfen sowohl hoch- wie niedergerichtlich Sulzbürg unterstand. Am Ende des Alten Reiches, um 1800, waren dies ein ganzer Hof, auf dem der Sazinger saß, acht Halbhöfe mit den Untertanen Blädl, Planck, Fux, Haubner, Brunner, Seiz und Natter, ein Viertelhof, fünf Achtelhöfe, zehn 1⁄16-Höfe und ein 1⁄32-Hof.
Im Königreich Bayern wurde Kruppach dem zwischen 1810 und 1820 gebildeten Steuerdistrikt Sondersfeld zugeteilt. Mit dem Gemeindeedikt von 1818 wurde aus Kruppach, Wettenhofen (ebenfalls aus diesem Steuerdistrikt) und Rocksdorf (aus dem Steuerdistrikt Forst) die Gemeinde Kruppach gebildet. Dabei blieb es bis zur Gebietsreform in Bayern, als die Gemeinde Kruppach am 1. Januar 1972 in die Gemeinde Mühlhausen eingemeindet wurde und das Dorf seitdem ein Gemeindeteil ist.

### Einwohnerzahlen des Dorfes Kruppach
- 1830: 150 (28 Häuser)[11]
- 1840: 156 (28 Häuser)[12]
- 1861: 168 (58 Gebäude, 1 Kirche)[13]
- 1871: 171 (88 Gebäude; Großvieh: 6 Pferde, 196 Rinder)[14]
- 1900: 160 (29 Wohngebäude)[15]
- 1938: 163 (6 Katholiken der Pfarrei Sulzbürg, 157 Protestanten)[16]
- 1961: 155 (31 Wohngebäude)[17]
- 1970: 147[18]
- 1987: 120 (31 Wohngebäude, 31 Wohnungen)[1]

## Gemeinde Kruppach
Sie umfasste seit 1818/20 die Orte Kruppach, Rocksdorf und Wettenhofen. Diese Landgemeinde war um 1900 668 Hektar groß und hatte in 72 Wohngebäuden 395 Einwohner (8 Katholiken und 387 Protestanten). Der Viehbestand betrug 25 Pferde, 447 Stück Rindvieh, 307 Schweine, 386 Schafe und 15 Ziegen. Das größte Dorf in der Gemeinde war Kruppach selber, gefolgt von Wettenhofen und dann Rocksdorf. Bis zur Gebietsreform in Bayern und der Eingemeindung nach Mühlhausen war die Gemeinde kaum gewachsen: Die Volkszählung von 1961 erbrachte 413 Einwohner, allerdings in nunmehr 88 Gebäuden. Das größte Dorf in der Gemeinde war zwar noch Kruppach, aber es hatte mit 155 Einwohnern nur einen Einwohner mehr als Rocksdorf, während Wettenhofen 104 Einwohner aufwies. Die Einwohner der drei Dörfer waren in die katholische bzw. evangelische Pfarrei Sulzbürg gepfarrt, die Kinder gingen dorthin zur Schule. Rocksdorf ist zwar ein Kirchdorf, dieses ist aber mit der evangelisch-lutherischen Pfarrei Sulzbürg vereint, die ihren Sitz in Sulzbürg hat.

## Verkehrsanbindung
Durch den Ort geht die Kreisstraße NM 18. Eine Gemeindeverbindungsstraße führt von Kruppach in nördlicher Richtung zur Staatsstraße 2220.

## Vereine
- Freiwillige Feuerwehr Kruppach